# Jarnsaxa (maan)
Jarnsaxa is een retrograde maan van Saturnus. De maan werd ontdekt op 26 juni 2006 door Scott S. Sheppard, David Jewitt, Jan Kleyna en Brian Marsden na observaties gedaan tussen 5 januari en 29 april 2006.

## Naam
De maan is vernoemd naar de reuzin Jarnsaxa uit de noordse mythologie. Andere namen voor deze maan zijn S/2006 S6 en Saturnus L.